# Ford Fairmont
El Ford Fairmont  es un automóvil compacto, producido por Ford Motor Company para el mercado de América del Norte. Introducido para el año 1978, el Fairmont fue producido en varias versiones hasta 1983, cuando fue sustituido por el Ford Tempo. El Fairmont fue el sucesor del Ford Maverick, y su homólogo era el Mercury Zephyr, que sustituyó al Mercury Comet. 
El Ford Fairmont fue el primer vehículo construido en la longeva plataforma Fox, que fue introducida para una amplia variedad de modelos posteriores. Los más estrechamente relacionados con el Fairmont incluyen el Ford Thunderbird, el Ford Granada, el Ford Mustang (1979-1986 Mercury Capri ) y el Lincoln Continental.
Mantiene una plataforma de tracción trasera convencional, fabricado de manera eficiente y ofreciendo un excelente confort para los pasajeros. Revisiones contemporáneas elogiaron uniformemente el Fairmont y fue favorable en comparación con los modelos de Volvo y BMW contemporáneos. La dirección de cremallera y piñón dio el Fairmont un mejor manejo que su predecesor Maverick y a pesar de su interior más amplio, se utilizaron componentes ligeros que dio mejor economía de combustible que el Maverick.
Ford pasó a los vehículos más ligeros, más aerodinámicos con tracción delantera en la década de 1980. Así el Fairmont fue reemplazado por el Ford tempo en 1984.

## Diseño
Las carrocerías de 2 puertas y sedán de 4 puertas y 5 puertas estuvieron disponibles desde los inicios;  poco después apareció un modelo cupé con un techo diferente conocido como Futura. El Fairmont Futura presentó un inusual techo de vinilo con una banda central tomada del Ford Thunderbird del mismo período, originalmente inspirado por el Ford Crown Victoria 1955. El Fairmont fue un gran éxito para Ford y el modelo de 1978 estableció el récord de producción de un nuevo modelo, eclipsando el récord de 1965 del Mustang. Si bien mantuvo una convencional tracción trasera de plataforma, el Fairmont fue ensamblado de manera eficiente y ofrece una excelente comodidad para pasajeros y espacio de carga para su tamaño. Se comparó favorablemente con los modelos de Volvo y BMW. Una dirección de cremallera y piñón mejorados dieron al Fairmont un manejo mucho más controlable y suave que al Maverick.

## Ford Fairmont en México
El Ford Fairmont fue presentado a finales de 1977 como modelo 1978, reemplazando al Ford Maverick de producción nacional. Como éste, el Fairmont mexicano estuvo disponible en exclusiva con el motor 5.0 L (302) asociado a transmisiones manuales y automáticas de 3 velocidades. Se produjo como sedán dos y cuatro puertas y vagoneta. El cupé Futura nunca llegó al país, aunque, en su lugar, se lanzó el "Fairmont Elite" como variante tope de línea con aire acondicionado, rines de aleación y equipo eléctrico, disponible únicamente en sedán dos puertas, distinguiéndose del resto de las versiones por su parrilla de faros dobles (tomada del Fairmont Futura), las luces traseras del Mercury Zephyr y su toldo de vinyl al color del coche.
Para 1981, todas las versiones del Fairmont (al igual que en los Estados Unidos) reciben la parrilla de 4 faros, mientras que el Fairmont Elite recibe la parrilla del Mercury Zephyr.
En 1982 desaparece el Fairmont Elite de la línea siendo reemplazado por el nuevo Ford Elite II, un híbrido que recibe el frontal del Ford Granada americano y el extremo trasero del Mercury Zephyr, que a diferencia del modelo que reemplaza, el Elite II está disponible en sedán tanto en dos como en cuatro puertas. El resto de las versiones del Fairmont mexicano reciben la parrilla del Mercury Zephyr.
Para 1983, el Fairmont recibe un nuevo motor V6 3.8 L que se comercializa junto al V8 en el último año de este modelo, que es reemplazado a finales de ese año por el Ford Topaz (un híbrido que monta la carrocería del Mercury Topaz con el frontal del Ford Tempo).